# マカオの経済
マカオの経済（マカオのけいざい、澳門經濟）は、中華人民共和国の特別行政区であるマカオにおける経済体系および産業構造を指す。1999年のポルトガルからの返還以降、観光業、ゲーミング産業、不動産開発、金融サービスなどを中心に急速な経済成長を遂げ、世界でも有数の一人当たりGDPを記録してきた。一国二制度の枠組みに基づき、マカオは独自の通貨（マカオ・パタカ）、税制、関税制度を維持しており、外資導入や自由貿易政策のもと、東アジアにおける重要な国際観光都市および消費市場としての地位を築いている。

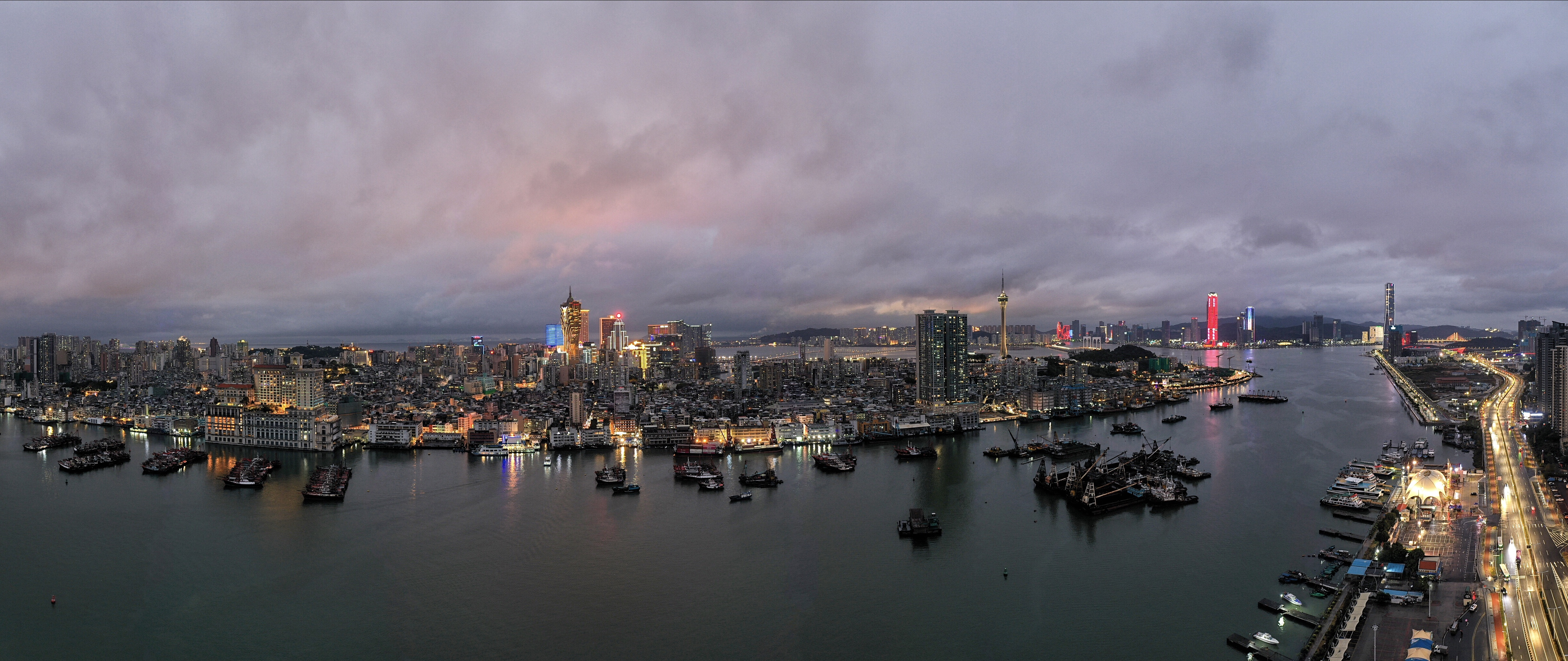
マカオ半島西側のパノラマ（2021年）

## 澳門の歴年GDPおよび実質成長率
| 年份 | 年間GDP（百万MOP） | 実質成長率（%） |
| ---- | ------------------ | --------------- |
| 2001 | 55,112             | 1.4             |
| 2002 | 59,220             | 7.5             |
| 2003 | 66,147             | 11.7            |
| 2004 | 85,382             | 29.1            |
| 2005 | 97,415             | 14.1            |
| 2006 | 119,014            | 22.2            |
| 2007 | 148,181            | 24.5            |
| 2008 | 168,639            | 13.8            |
| 2009 | 172,363            | 2.2             |
| 2010 | 225,997            | 31.1            |
| 2011 | 295,438            | 30.7            |
| 2012 | 345,080            | 16.8            |
| 2013 | 411,739            | 19.3            |
| 2014 | 438,516            | 6.5             |
| 2015 | 359,708            | -18.0           |
| 2016 | 360,344            | 0.2             |
| 2017 | 404,839            | 12.3            |
| 2018 | 446,283            | 10.2            |
| 2019 | 445,530            | -0.2            |
| 2020 | 203,399            | -54.3           |
| 2021 | 241,157            | 18.6            |
| 2022 | 177,269            | -26.5           |
| 2023 | 379,480            | 80.5            |

## 進出口動向（2024年）
下表およびグラフは、2024年のマカオの主要輸出先国におけるシェア比率を示したものです。数値は全体の輸出額を基準としています。
| 主要輸出先     | 割合（%） |
| -------------- | --------- |
| 香港           | 84.4      |
| 中国本土       | 9.3       |
| アメリカ合衆国 | 3.8       |
| その他         | 2.5       |

2024年におけるマカオの輸出は、圧倒的に香港向けが多く、全体の約84%を占めた。これは、香港との歴史的・地理的・経済的な結びつきの強さを反映しており、マカオ製品の多くが香港を経由して再輸出されるケースも少なくない。次いで中国本土が約9%、アメリカ合衆国が約4%となっており、それ以外の国・地域は全体の2.5%程度にとどまっている。このような輸出先の集中は、マカオ経済の地域依存性の高さを示していると同時に、外部経済環境の影響を受けやすいという側面もある。

## 貨幣制度
マカオの法定通貨は「パタカ（澳門幣、Pataca、通貨記号：MOP$）」であり、発行機関はマカオ金融管理局（AMCM, 澳門金融管理局）である。パタカは香港ドルと事実上のペッグ制を採用しており、1香港ドル＝1.03パタカ前後の固定相場が長年維持されている。これにより、マカオは香港と密接な金融的結びつきを持つ。
流通している紙幣は、マカオにおける2つの発券銀行——中国銀行（マカオ）と大西洋銀行によって発行されている。それぞれ異なるデザインの紙幣を発行しているが、額面や使用上の価値に差異はない。硬貨はマカオ金融管理局が直接発行しており、10アボスから10パタカまで複数の種類が存在する。
マカオでは香港ドルの受け入れも広く行われており、特に観光業やカジノ産業の現場では、パタカと並んで日常的に利用されている。これは、両通貨間の為替安定性に加え、訪問者の多くが香港から来ていることにも起因する。

## 労働と雇用
マカオの労働市場は、観光業、カジノ産業、サービス業を中心とする第三次産業に大きく依存しており、就業者の大多数がこれらの分野に従事している。特にカジノ産業は最大の雇用主であり、ディーラー、接客、管理職など幅広い職種が存在する。
一方で、建設、清掃、飲食、家庭労働といった労働集約的な分野では、非本地居民（ノン・ローカル・レジデント）と呼ばれる外地労働者に大きく依存している。これらの労働者は「藍卡（ブルーカード）」と呼ばれる就労許可証を取得し、一定期間マカオで合法的に雇用される。
労働時間や最低賃金などの労働条件に関する制度は、マカオ労工事務局が所管しており、一定の基準が設けられている。最低賃金制度は近年に導入され、特に基礎的職種における雇用の安定と所得保障を目的としている。
また、マカオでは労使関係の安定維持が重視されており、労働組合の組織率はそれほど高くないものの、労使協議制度や調停機関による紛争解決の枠組みが整備されている。

## 産業
マカオの経済は第三次産業に極めて大きく依存しており、特に観光業とカジノ産業が地域経済の柱となっている。マカオは世界最大級のカジノ市場を有し、「東洋のラスベガス」とも称され、カジノ収入は域内総生産（GDP）の相当部分を占めている。
カジノ産業は、観光、飲食、小売、不動産など広範な関連業種に経済波及効果をもたらしており、多くの雇用も創出している。世界中から訪れる観光客を受け入れるため、高級ホテル、ショッピングモール、エンターテイメント施設も多数展開されている。
一方で、金融サービスや物流業、小規模な製造業も存在しており、特に中国本土との経済連携強化により、マカオは粤港澳大湾区の一員として、経済の多角化を推進している。マカオ政府は「カジノ依存からの脱却」を目指し、近年では会議・展示産業（MICE）、伝統中医薬、クリエイティブ産業などの育成にも力を入れている。

### 産業関連の画像

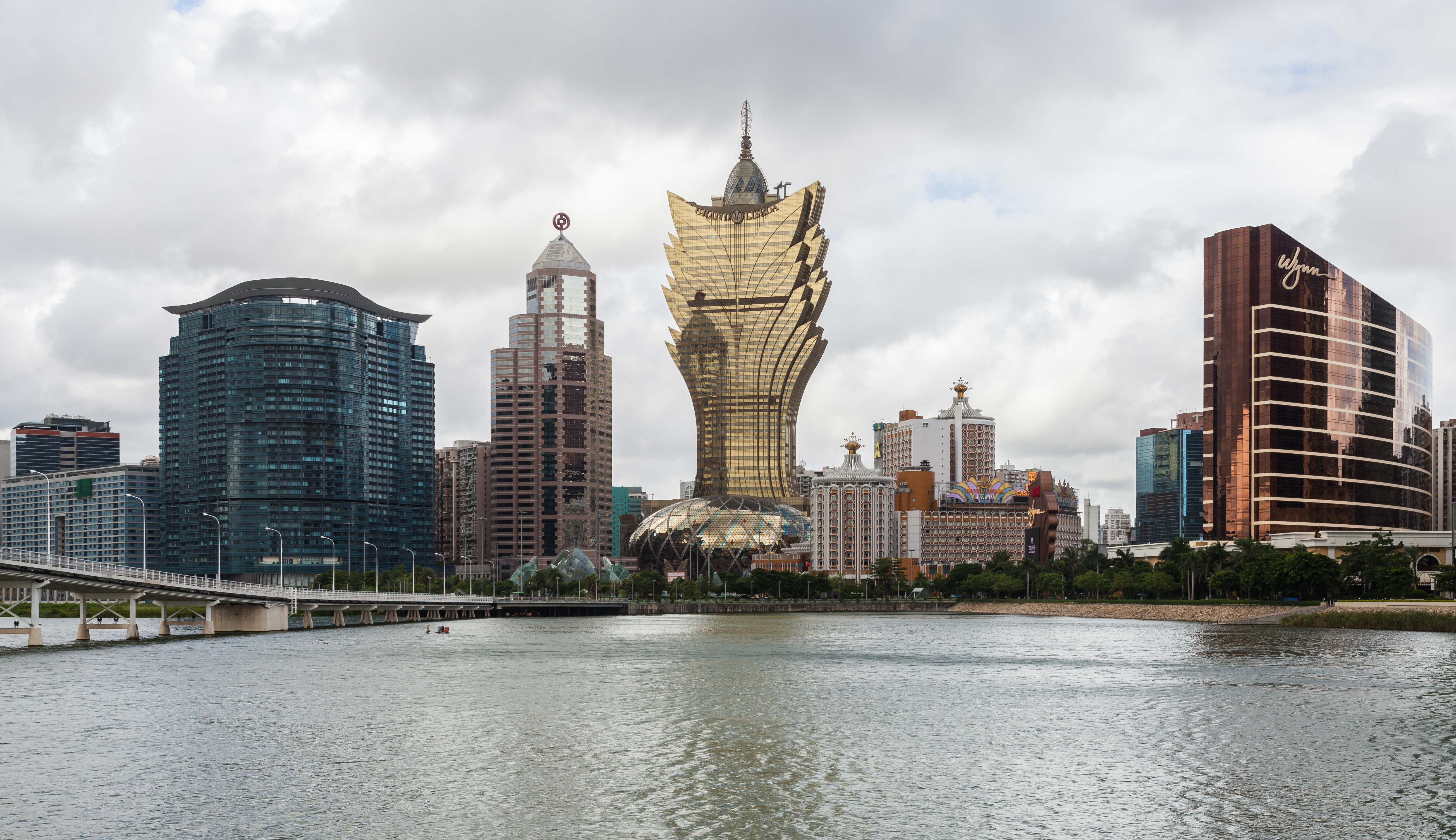
南湾湖沿いの風景（観光と商業施設が集中）
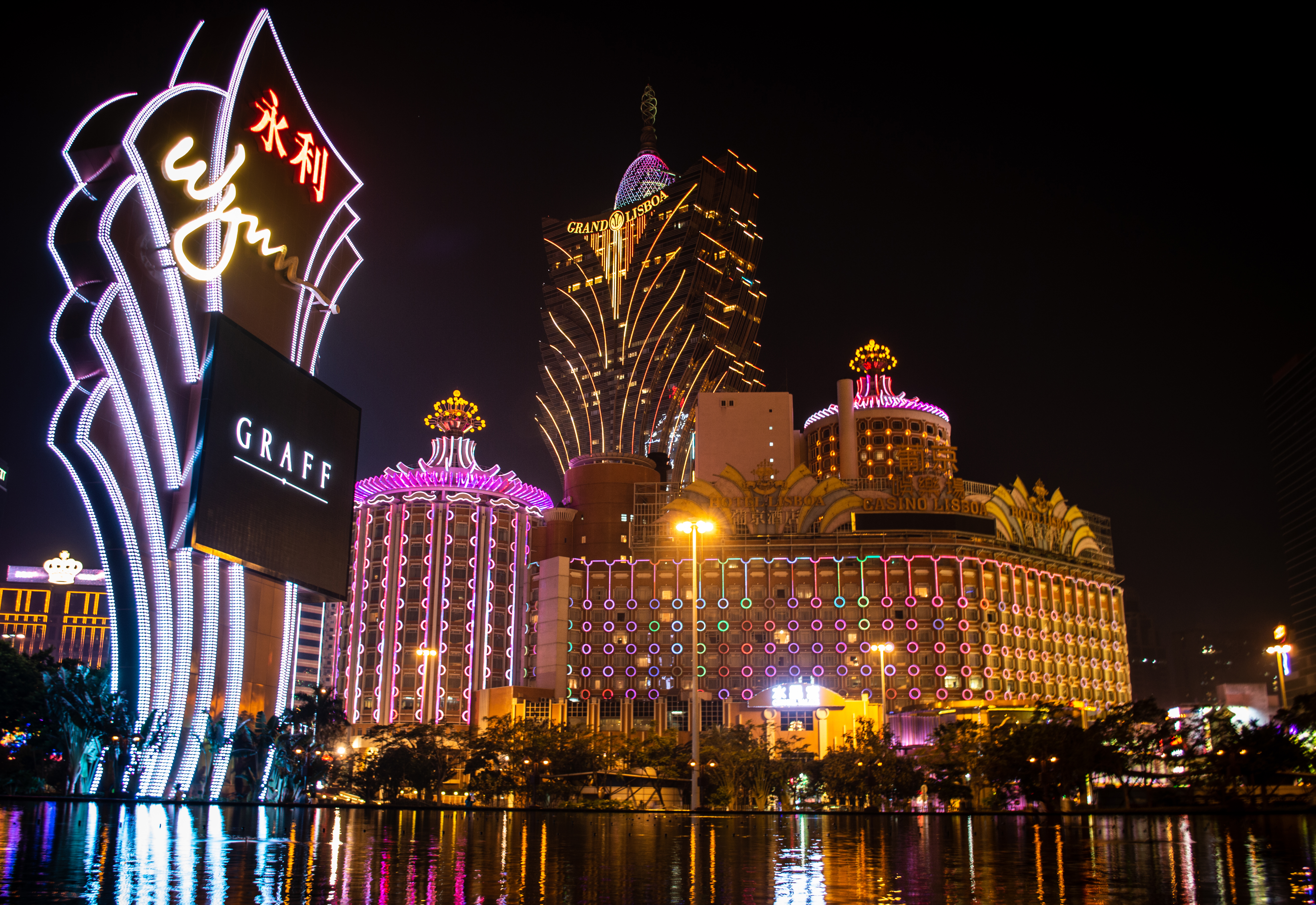
マカオ中心部の夜景（カジノ・高層ホテル群）
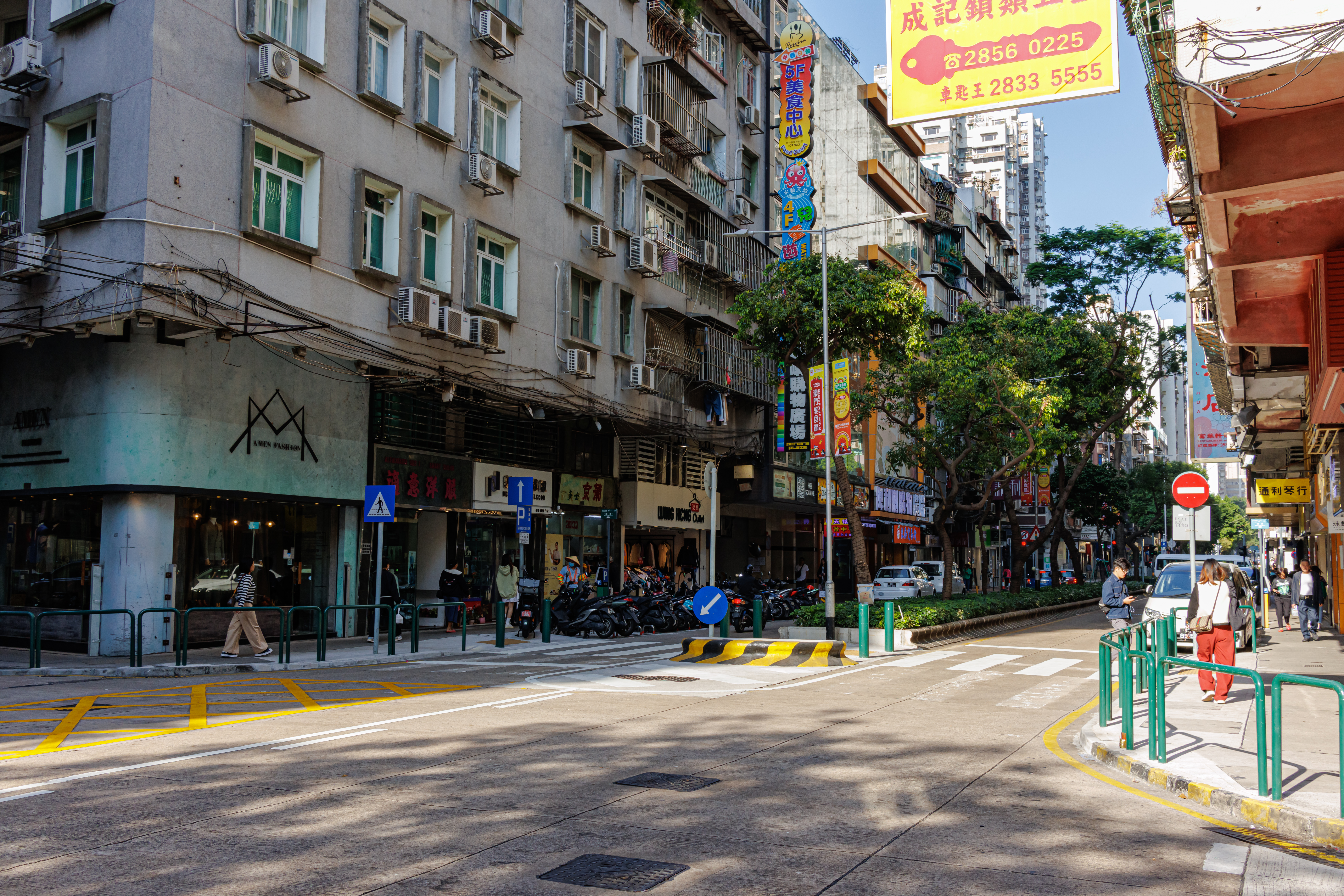
マカオの一般的な商業街の一つ